# إيدث ريغبي
إيدث ريغبي (بالإنجليزية: Edith Rigby) (اسمها عند الولادة: راينر) (وُلدت في 18 أكتوبر في عام 1872- تُوفيت في 23 يوليو في عام 1950)، كانت امرأةً إنجليزيةً مناديةً بمنح المرأة الحق في التصويت، بالإضافة إلى كونها مفتعلة حرائق. أسست ريغبي مدرسةً ليليةً تحت اسم مدرسة سانت بيتر، ساعيةً إلى تعليم النساء والفتيات. أصبحت ريغبي ناشطةً بارزةً فيما بعد، إلا أنها سُجنت سبع مرات وارتكبت عدة أعمال حرق متعمد. عاصرت ريغبي كلًا من كريستابيل وسيلفيا .

## سيرتها

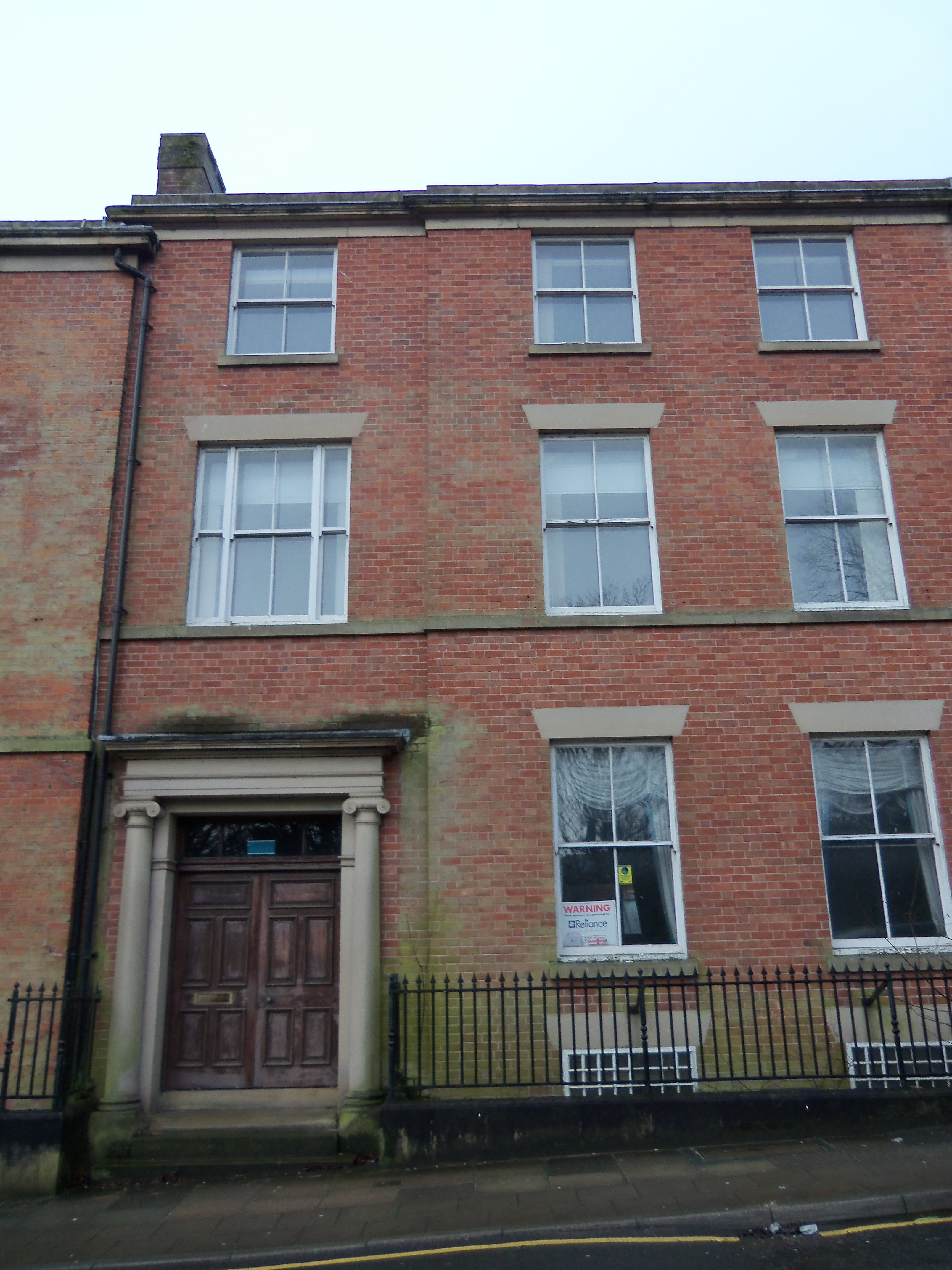
بيت إيدث ريغبي في إنجلترا

### عملها النشاطي
أسست ريغبي فرع بريستون التابع للاتحاد الاجتماعي والسياسي للمرأة في عام 1907. كانت ريغبي مسؤولةً عن تطويع النساء المناديات بمنح المرأة الحق في التصويت، إذ جمعت العديد من الأعضاء الجدد من بين المنتميات المحليات إلى حزب العمل المستقل، بما في ذلك إليانور هينغنسون التي أصبحت صديقتها مدى حياتها. شاركت كلًا من ريغبي وكريستابيل وسيلفيا.
في المسيرة المتجهة إلى مجلسي البرلمان في لندن في عام 1908. اعتُقلت ريغبي من بين 57 امرأة أخرى، ثم حُكم عليهن بالسجن لمدة شهر. انخرطت ريغبي في الإضرابات عن الطعام وتعرضت للتغذية القسرية خلال فترة سجنها هذه (بالإضافة إلى فترات سجنها اللاحقة، والتي بلغ عددها 7 فترات في المجمل). زرعت ريغبي قنبلة في مبنى كورن إكسشنج في ليفربول في الخامس من يوليو من عام 1913 كجزء من عملها النشاطي. أُدينت ريغبي وحُكم عليها بالسجن لمدة تسعة أشهر مع الأشغال الشاقة على الرغم من أن هذا الانفجار «لم يلحق أي ضرر كبير» بحسب ما جاء به أحد التصريحات في المحكمة. 
منح الاتحاد الاجتماعي والسياسي للمرأة ريغبي ميدالية الإضراب عن الطعام بسبب «شجاعتها».

زعمت ريغبي أنها قد أضرمت النار في كوخ السير ويليام ليفر (لورد ليفرهولم لاحقًا) في السابع من يوليو من عام 1913. بُني هذا المنزل على تل ريفينغتون بايك في منطقة ويست بيناين مورز، واحتوى على عدد من اللوحات القيمة، وأسفر هذا الاعتداء عن أضرار وصلت تكاليفها إلى 20,000 جنيه إسترليني. صرحت ريغبي لاحقًا:
أريد أن أسأل السير ويليام ليفر عما إذا كان يعتقد أن عقاره في ريفينغتون بايك سيحمل قيمة أكبر لو كان واحدًا من منازله الباهظة التي نادرًا ما تُفتح أبوابها أمام الناس، أم إذا كان بمثابة منارة مضاءة للملك والبلاد كي يروا بعضًا من المظالم التي لا تستطيع النساء تحملها. 
لم توافق ريغبي على قرار الاتحاد الاجتماعي والسياسي للمرأة المتمثل بعدم شن حملة بشأن القضايا المتعلقة بمنح النساء الحق في التصويت خلال الحرب العالمية الأولى. انضمت ريغبي إلى الاتحاد الاجتماعي والسياسي المستقل للمرأة الذي انشق عن الاتحاد الأساسي، ثم أسست فرعًا له في بريستون. 